# Christophe Babonneau
Pour les articles homonymes, voir Babonneau.
Christophe Babonneau, né en 1967 à Nantes, est un scénariste et un dessinateur de bande dessinée français.

## Biographie
Christophe Babonneau, né à Nantes, a également de la parentèle dans le Morbihan. Il a d'abord suivi un CAP en dessin industriel, qui lui enseigne le sens de la précision. Cette filière ne lui procurant pas satisfaction, au bout d'un an, il intègre l'école Pivaut de Nantes. Ses études terminées, il exerce dans la publicité. Comme il s'intéresse depuis l'adolescence à l'histoire de la Bretagne (en particulier la fin du Moyen Âge), ses œuvres explorent ce thème : au sein d'un collectif d'artistes, il illustre le tome six de la série Les Contes du Korrigan (Soleil, 2004). En parallèle, il est sollicité pour des interventions en milieu scolaire. Installé à Locoal-Mendon, il reçoit une proposition de l'association Keit Wimp Bev pour illustrer le chien Rouzig dans Ouest-France à partir de 2004 ; ce personnage, populaire chez la jeunesse, est aussi le titre d'un mensuel bilingue : Rouzig, que Babonneau illustre, tout comme Louarnig. À partir de 2007, l'artiste illustre La Légende de la Mort, œuvre d'Anatole Le Braz; ses planches font l'objet d'expositions. En parallèle, toujours avec Keit Vimp Bev, Babonneau publie des livres, notamment en 2010 Lizherenneg al lutun glas (« L'Abécédaire du lutin bleu »). En 2012, il illustre un ouvrage sur la cathédrale de Quimper : Dindan selloù Grallon (« Sous le regard du roi Gradlon »). En 2017, Babonneau travaille sur une adaptation en bande dessinée des Mémoires d'un paysan bas-breton de Jean-Marie Déguignet avec le scénariste Stéphane Betbeider. 

## Œuvre

### Albums
- Les Contes de Brocéliande, Soleil Productions, collection Soleil Celtic

4. Du Rififi en Bretagne, scénario de Philippe Chanoinat, dessins de Philippe Castaza, Dépé et Christophe Babonneau, 2006  (ISBN 2-84946-450-3)
- Les Contes du Korrigan, Soleil Productions, collection Soleil Celtic

6. Livre sixième: Au pays des Highlands, scénario de Ronan et Erwan Le Breton, dessins de Xavier Fourquemin, Christophe Babonneau et François Gomès, 2005  (ISBN 2-84565-997-0)
8. Livre huitième : Les Noces féeriques, scénario de Jean-Luc Istin, Ronan et Erwan Le Breton, dessins de Christophe Babonneau, Stéphane Bileau, Dub et François Gomès, 2006  (ISBN 2-84946-604-2)
- La Légende de la Mort, d'après Anatole Le Braz, Soleil Productions, collection Soleil Celtic

1. Livre 1, 2007  (ISBN 978-2-84946-973-6)[5]
2. Livre 2, 2009  (ISBN 978-2-302-00381-1)
3. Livre 3, 2011  (ISBN 978-2-302-01509-8)

- Mémoires d'un paysan bas-breton, scénario de Stéphane Betbeder d'après l'ouvrage de Jean-Marie Déguignet[3], Soleil Productions

1. Le Mendiant (2017)
2. Le soldat (2018)
3. Le persécuté (2019)